# 百變金剛 (玩具)

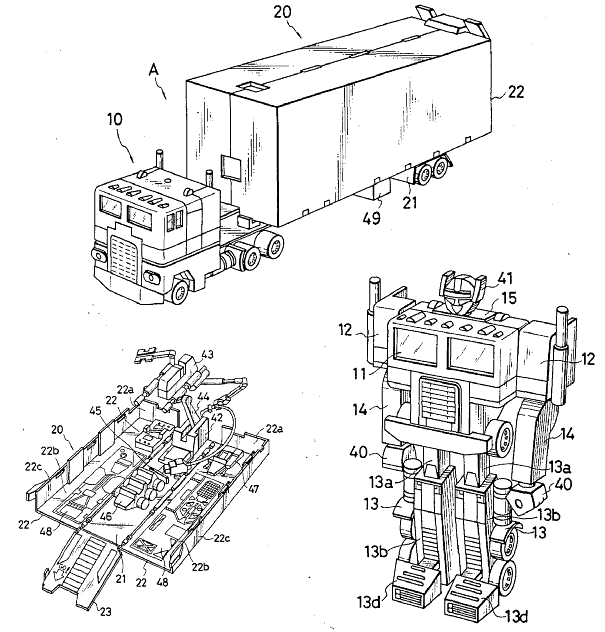
擎天柱玩具示意图

百變金剛 / 特種變形勇士（Beast Wars）是美國孩之寶公司之子公司肯纳制品與日本玩具製造商特佳麗（タカラ，現特佳麗多美）合作於1995年所推出的變形金剛產品線，並於隔年由加拿大動畫公司Mainframe娱乐改編成同名卡通影集於北美播映。
本產品線最大的特色將變形金剛的變形模式從車輛飛機等載具及現代物品改成了動物，引起了新舊玩家之間不小的迴響。
2006年時，孩之寶將登場於影集中的幾位角色發行了十週年紀念版。每盒玩具中都有個零9件，全部收齊後可以組成影集中的原創角色变异变体。
2007年，日本播出《百變金剛》十週年紀念，重播《百變金剛》第一季，同時發售《百變金剛電視玩具》系列產品。該系列的產品是選出幾款《百變金剛》的舊玩具，並將之重新上色後發行，各產品隨盒附屬一片日語版《百變金剛》的DVD。

## 主要產品
百變金剛的產品隨著產品尺寸與難易度分出了以下五種等級的商品：
- Basic
- Deluxe
- Mega
- Ultra
- Super

而照產品系列還可分為以下四種：
- 一般動物 (Beast)

變形金剛可以從人型模式變成為動物模式，包括各種脊椎動物與無脊椎動物。大多數初期的Deluxe級以上之商品具有怪物般的「突變頭部」(Mutant Head)，這是由於當初製作單位希望可以將野獸戰爭的產品意向概念從一般的英雄路線導向至怪物路線，而原來的頭部造型則讓野獸戰爭的角色擁有傳統變形金剛系列之風格，亦即「突變頭部才是該角色的一般頭部」。1997年以後的商品則是取消了突變頭部，而以具有突變頭部或是野獸般的外表來作為角色的頭部造形設計之概念。
- 變異金屬體 (Transmetal)

變異金屬體的動物模式較一般動物模式來的機械化，而且表皮往往都是採用電鍍零件所製成的。該項產品除了人型模式與動物模式之外，還追加了中間形態的載具/移動模式。以(Rattrap)為例，他除了人型模式與老鼠型態之外，在老鼠型態時可以把四肢縮起來而放下輪子成為移動模式。
- 融合變異體 (Fuzor)

融合變異體的動物型態是由兩種生物混合而成。以銀狼(Silverbolt)為例，他的動物型態便是混合了老鷹的翅膀與爪子的狼。
- 次代變異金屬體 (Transmetal 2)

次代變異金屬體與變異金屬體一樣，帶有電鍍零件。整體造型較偏向生機混合體，而且除了恐龍王以外的角色並不具有載具模式。而虎鷹雖為融合變異體，但是仍被歸類於次代變異金屬體的商品。

### 產品一覽

#### 1996年
極限動物
Basicaa
- Armordillo
- Optimus Primal
- Rattrap
- Razorbeast

Deluxe
- Cheetor
- Dinobot
- Rhinox
- Tigatron
- Wolfang

Mega
- Polarclaw

Ultra
- Optimus Primal

掠食金剛
Basic
- Iguanus
- Insecticon
- Megatron Imperical
- Snapper
- Terrorsaur

Deluxe
- Blackarachnia
- Buzz Saw
- Tarantulas
- Waspinator

Mega
- Scorponok

Ultra
- Megatron Imperical

#### 1997年
極限動物
Basic
- Airazor
- Claw Jaw
- Snarl

Deluxe
- Bonecrusher
- Cybershark
- Grimlock
- K-9

Mega
- B'Boom

Ultra
- Magnaboss

Microverse
- Orcanoch

掠食金剛
Basic
- Drill Bit
- Lazorbeak
- Powerpinch
- Razorclaw
- Spittor

Deluxe
- Jetstorm
- Manterror
- Retrax

Mega
- Inferno
- Transquito

Ultra
- Tripredacus

Microverse
- Arachnid

#### 1998年
極限動物
Basic
- Air Hammer (Fuzor)
- Bantor (Fuzor)
- Noctorro (Fuzor)

Deluxe
- Airazor (Transmetal)
- Cheetor (Transmetal)
- Rattrap (Transmetal)
- Rhinox (Transmetal)
- Silverbolt (Fuzor)
- Torca (Fuzor)

Mega
- Optimus Primal (Transmetal)

Ultra
- Depth Charge (Transmetal)

Super
- Optimal Optimus Primal (Transmetal)

掠食金剛
Basic
- Buzzclaw (Fuzor)
- Quickstrike (Fuzor)
- Terragator (Fuzor)

Deluxe
- Injector (Fuzor)
- Sky Shadow (Fuzor)
- Tarantulas (Transmetal)
- Terrorsaur (Transmetal)
- Waspinator (Transmetal)

Mega
- Megatron (Transmetal)
- Scavenger (Transmetal)

Ultra
- Rampage (Transmetal)

#### 1999年
本年度商品皆為Transmetal 2。
極限動物
Basic
- Night Glider
- Optimus Minor
- Sonar
- Stinkbomb

Deluxe
- Cheetor
- Jawbreaker
- Prowl
- Ramulus

Mega
- Blackarachnia
- Cybershark

Ultra
- Tigerhawk

掠食金剛
Basic
- Scarem
- Spittor

Deluxe
- Dinobot
- Iguanus
- Scourge

Ultra
- Megatronic Megatron Imperic (Transmetal)

#### 2006年
- Optimus Primal vs. Megatron Imperical (Robot Master)

極限動物
- Optimus Primal & Axalon

Deluxe
- Cheetor
- Dinobot
- Rhinox
- Rattrap (Transmetal)

掠食金剛
- Megatron Imperical & Predacon Ship

Deluxe
- Tarantulus
- Waspinator

### 特別商品
特別商品共包括變形金鋼收藏家大會限定商品（Botcon Exclusives）、麥當勞快樂兒童餐贈品(McDonald Happy Meal)、福斯兒童頻道重新上色版（FOX Kids Repaint）、沃爾瑪限定商品（Wal-Mart Exclusive）、百變金鋼錄影帶附贈商品（Video Packs）、Microverse: Beast Wars等六個系列。

#### 變形金鋼收藏家大會限定商品
- 1996年 - Onyx Primal
- 1997年 - Packrat, Fractyl
- 1998年 - Antagony, Vice Grip, Grizzly-1/Barbearian, Double Punch
- 1999年 - Sandstorm, Windrazor
- 2000年 - Apelinq, Shokaract
- 2001年 - Arcee, Tigatron
- 日本限定版 - Grizzly-1, Double Puch

#### 麥當勞快樂兒童餐贈品
1996年
極限動物
- Panther
- Rhino
- Under Three

掠食金剛
- Beetle
- Manta Ray

1998年
極限動物
- Dinobot (Transmetal)

掠食金剛
- Blackarachnia (Transmetal)
- Scorponok (Transmetal)

#### 福斯兒童頻道重新上色版
1999年5月7日於Fox TV放映完畢後，《百變金剛》改至福斯兒童頻道（FOX Kid）重新播映。於此同時，將部份於第一季販售的商品重新上色後再次發售。
1999年
極限動物
- Cheetor(異色版)
- Cheetor (Transmetal)
- Dinobot（異色版）
- Rhinox（異色版）

掠食金剛
- Tarantulas (Transmetal)
- Waspinator

2000年
極限動物
- Airazorw (Transmetal)
- Rattrap (Transmetal)
- Rhinox (Transmetal)

掠食金剛
- Waspinator (Transmetal)

#### 沃爾瑪限定商品
1999年
極限動物
- Prowl (Transmetal 2)
- Rattrap -> Packrat (Transmetal)

掠食金剛
- Dinobot (Transmetal 2)

2001年
掠食金剛
- Tripredacus Agent (Transmetal 2)

#### 百變金鋼錄影帶附贈商品
1998年
極限動物
- Airazor（異色版）
- Clawjaw（異色版）

掠食金剛
- Razorclaw（異色版）
- Spittor（異色版）

#### Microverse: Beast Wars
1997年
極限動物
- Orcanoch

掠食金剛
- Arachnid

## 日方發展
TAKARA於1997年將百變金剛引進到日本，玩具的配色較歐美版產品接近於卡通版中的配色。
隔年TAKARA則自行發展了原創的產品線超級百變金剛及動畫。不過這個產品線的玩具主要是用使用了本身由TAKARA設計的美版百變金剛產品以及過去由TAKARA設計的美版G2與战争机器商品在重新上色或是改模之後發行。在作品初期將主角定位成可以變形成動物的變形金剛，敵人則是變成載具的機甲師團。
1998年則製作了Beast Wars Second的續篇新百變金剛產品線與動畫。不同於前作，該產品線的主要角色全為日方原創的玩具，並且將主角陣營定位成多數可愛的一般脊椎動物，敵人則是由恐龍所組成的恐龍軍團。
在Beast Wars Neo產品線結束之後，日方將美方百變金剛後半所發行的變異金屬體、融合變異體，以及次代變異金屬體整合成「Beast Wars Metals」產品線於日本市場販售。並將百變金剛卡通的第二季與第三季合併於電視台播映。
部分日本商品曾於2000年時，介由孩子寶的Hasbro.Collectors.Com網路購物發行到歐美地區。
日方在2004年將百變金剛：重機械系列以「Beast Wars Returns」的標題引進，並選出產品線中與卡通造型較接近的玩具並將顏色改為與卡通版的配色來發行。
TakaraTomy在2007年為了慶祝百變金剛於日本滿十週年，因此推出了將部分舊產品重新上色並搭配DVD的「Beast Wars Tele-Mocha」。

## 註記
- 由於受到「野獸戰爭」的影響，美國玩具連鎖店K&B（英语：K&B）將過去於歐洲發行的變形金剛商品採用新配色，推出了「機甲戰爭」(Machine Wars)系列，包含了12種商品。[2]

- 終極金剛王(Optimal Optimus Primal)、火龍王(Megatronic Megatron Imperic)、虎鷹(Tigerhawk)三個角色具有駕駛座。這是由於當初產品在設計的階段，預定要於駕駛座內放置一個神火的小型人偶，但是為了避免小孩將這些神火人偶當成駕駛，後來製作單位於是取消了這個構想。[4]

- 因為與TAKARA合作，因此負責設計的美版產品印有Takara銘文。